# Безсмертя душі
Безсме́ртя душі́ — релігійна і філософська концепція, уявлення, яке ґрунтується на визнанні існування душі, окремої сутності, незалежної від тіла, зокрема після смерті людини.
У більшості релігій — уявлення про позачасове, непідвладне розпаду і смерті існування індивідуальної духовної сутності людини.

## Історія та опис
Віра в безсмертя душі виникла в глибоку давнину, її, в тій чи іншій формі, сповідують майже усі світові релігії; свідчення цього існують у стародавніх міфологіях і у більшості первісних народів.
Особливо вона виражена в християнстві, у вченні про рай та пекло, про загробну відплату. За віровченням авраамічних релігій (християнство, іслам, іудаїзм) саме безсмертна душа є найзначимішим складником людини, а її тіло зневажається як «тлінне, тимчасове її вмістилище».
Інакша концепція безсмертя душі викладена в східних релігіях (індуїзму, буддизму, джайнізму). Згідно з вченням про реінкарнацію, душі в матеріальному світі втягнуті в коловорот сансари, багаторазово перевтілюються (індуїзм) або перероджуються у новій комбінації скандг (буддизм) у наступних тілесних оболонках за законом карми. Вивільнення душі зі світу сансари (мокша, нірвана) розуміється як кульмінація її розвитку, звільнення від страждань матеріального світу.
Деякі релігійні течії (наприклад, свідки Єгови) заперечують безсмертя душі, воскресіння розуміється як нове створення людини цілком — як тіла, так і душі.
Найархаїчніші уявлення про безсмертя душі пов’язують з анімізмом — вірою в одухотвореність не лише людей, а й усього сущого, наявність двійників, які в момент смерті полишають тіло і переходять в інший світ. За віруваннями давніх племен, людські душі включені в коловорот життя та смерті, й, змінюючи форму свого існування, долучаються до вічності.
У філософії ідею безсмертя душі поділяє спірітуалістичне вчення, згідно з яким дух людини є самобутнім початком або субстанцією.

### Філософська проблема
Проблема апології чи спростування духовного безсмертя належить до тих, що розколюють філософське середовище на прихильників ідеалізму чи матеріалізму.
Філософи-матеріалісти, заперечивши існування людської душі як відображення сакральної реальності, наполягали на безсмерті матерії та життя, що має здатність до нескінченної еволюції, саморозвитку та самоорганізації. Зокрема, Л. фон Фейєрбах відкинув трансцендентне розуміння дійсності, трактував індивідуальне безсмертя тільки як складник колективної свідомості, тобто пам'ять людства про окрему особистість.
За словами німецького філолсофа Фрідріха Енгельса, ця віра є результатом відсутності знань у первісних людей про будову людського тіла, невміння пояснити природу сновидінь, що й призвело до уявлення нібито мислення і відчуття — прояви діяльності особливого начала — душі, яка живе в тілі й покидає його після смерті.